# Tramwaje w Konyi
Tramwaje w Konyi − system komunikacji tramwajowej działający w tureckim mieście Konya. 

## Historia
Umowę na budowę linii tramwajowej z Siemens AG zawarto 24 maja 1986, natomiast budowę rozpoczęto 13 lipca 1987. Pierwsza część linii tramwajowej w Konyi o długości 10,4 km została otwarta 28 września 1992. Druga część linii o długości 7,6 km do uniwersytetu została otwarta 19 kwietnia 1996. W 1993 tramwaje w Konyi przewiozły 12 mln pasażerów, a w 1997 – 35 mln. Linia o długości 18 km z 20 przystankami łączy centrum miasta z uniwersytetem. Zajezdnia tramwajowa o powierzchni 18 ha mieści się przy przystanku Dumlupinar. Napięcie w sieci trakcyjnej wynosi 750 V DC.

## Linia
Obecnie w Konyi jest jedna linia tramwajowa:
- Otogar − Alaaddin

## Tabor
Do obsługi linii zakupiono w latach 1989−2004 łącznie 68 tramwajów Düwag GT8 z Kolonii z czego 61 włączono do eksploatacji. Tramwaje oznaczono nr od 101 do 161.
W latach 2013−2015 wyprodukowano i dostarczono do Konyi łącznie 72 tramwaje typu Škoda 28T.